# Rieko Saibara
西原 理恵子
Œuvres principales
Première œuvre : Chikuro Youchien
Autres ouvrages :
- Bokunchi
- Mainichi Kāsan
- Onnanoko Monogatari

Rieko Saibara (西原・理恵子, Saibara Rieko) est une mangaka japonaise née le 1er novembre 1964  à Kōchi, au Japon.

## Œuvre
- Bokunchi
- Mahjong Hourouki
- Yunbo-kun
- Uramishuran

## Récompenses
- 2005 - Prix culturel Osamu Tezuka, catégorie histoire courte pour Mainichi Kāsan (毎日かあさん?)